# Томський державний університет
Національний дослідницький Томський державний університет (рос. Национальный исследовательский Томский государственный университет) — перший російський університет на теренах Сибіру (фактично перший російський університет на схід від берегів Волги), один з 39 національних дослідницьких університетів, заснований постановою Державної Ради Російської Імперії 16(28) травня 1878 року в Томську.

## Історія
Думка про відкриття університету в Сибіру вперше була висловлена 1803 року. Намір уряду знайшов широку підтримку серед промисловців, першим жертводавцем виступив П. Г. Демидов (початковий внесок у 100 тис. рублів до дня закладки університету з приростом банківських відсотків досяг 182 тис. рублів). Найбільший внесок зробив О. М. Сибіряков (200 тис. рублів).
Перший Сибірський Університет був заснований в 1880 у Проєкт будівель Університету був виконаний петербурзьким академіком архітектори О. К. Бруні і творчо втілений томським архітектором П. П. Наранович. Відкриття відбулося в 1888 року в складі єдиного факультету — медичного, який згодом був перетворений в Сибірський державний медичний університет. Першими професорами стали Н. А. Гезехус (ректор), Е. А. Леман, С. І. Залеський, С. І. Коржінський, В. Н. Великий, А. М. Зайцев, М. Ф. Кащенко, М. М. Маліїв, М. С. Догель. Заняття почалися 13 вересня 1888 лекцією професора С. І. Коржінського «Що таке життя?»
Одночасно з університетом було закладено перший в Сибіру ботанічний сад, включаючи університетський гай.
У 1884—1885 роках на садибі університету був влаштований перший в Томську водопровід за проєктом інженера Н. А. Ренкуля продуктивністю до 10 тисяч відер на добу, а також фонтан з басейном. Вода надходила з джерел на схилі тераси університетського гаю.
Перший випуск — 31 лікар, з них 16 отримали дипломи з відзнакою, відбувся в грудня 1893. Серед перших випускників відомі фахівці А. А. Кулябко, П. В. Бутягин, С. М. Тімашов, Л. М. Прасолов, І. М. Левашов, П. Ф. Ломовіцкій, Л. І. Рубінштейн.
У 1912—1913 роках споруджено будинок Наукової бібліотеки (проєкт — архітектори А. Д. Крячков, Л. П. Шишко, спостереження за будівництвом — архітектор Ф. А. Черноморченко)

## Видатні випускники
- Бердишев Г. Д. — доктор наук, професор.
- Болдирєв В. В. — академік АН СССР, хімік
- Денисов Е. В. — композитор
- Зуєв В. Е. — академік АН СССР, фізик
- Калабухов М. П. — фізик, професор Інституту фізики АН ГРСР (1941—1956), з 1956 по 1972 завідувач кафедрою загальної фізики КПІ
- Канель Г. І. — член-кореспондент РАН, фізик і механік
- Панін В. Є. — академік АН СССР, фізик
- Свиридов О. І. — анатом-лімфолог, хірург, доктор медичних наук
- Яненко М. М. — академік АН СССР, математик і механік